# Румен Антов
Румен Антов-Ричи (роден в София на 11 август 1962) е известен български китарист и композитор.

## Непрофесионална кариера
Ричи започва да свири на китара през 1980 година. Създава група Аналгин заедно с Ивайло Петров-Иваца /бас/ и Звездомир Керемидчиев /вокал/, която бързо се разпада с влизането в казарма Ричи и Иваца. През 1984 година се присъединява към група Фобос, а през 1985 основават заедно с Иваца и Иван Латинов /по-късно барабанист в Ера/ група „Плод и зеленчук“. Интерсно е, че не много хора зад желязната завеса са чували през това време за групата Red Hot Chilli Pepers, създадена през 1983. През тези години се появява и прякорът му Ричи, защото той е един от немногото рок китаристи, които могат да свирят като Ritchie Blackmore от Deep Purple.

## Професионална кариера
"През 1987 година се присъединява към рок група „Конкурент“, където записват първия албум на групата, който е издаден на плоча заедно с албум на „Ера“. Следват многобройни концерти в цялата страна. През 1999 – 2000 година оново се връща в групата за концертни участия и запис на нови песни.
През лятото на 1991 се присъединява към проекта на Любомир Малковски и създават групата „Ер Малък“ и записват първия албум на групата „Ер Малък 1“.
През 1992 година създава групата „Богат – Беден“ заедно с Марио Балтажиев (група „Алегро“) – клавишни, Иван Калфов – бас (по-късно в „Б.Т.Р.“), Александър Каранджулов (барабани) и Огнян Цолов – вокал (група „Елит“).
Записва и първия си самостоятелен инструментален аблум „Между земята и небето“ с участието на Иван Калфов, Ивайло Крайчовски, Петър Попов, Александър Каранджулов. Излиза на аудио касети през 1993 с продължителност 40 мин. Към него има поетични текстове, създадени специално към всеки от инструменталите, автор на които е Светлана Терзиева – Сесил. Включена е и песента „Лъжец“, в изпълнение на Тони „Чембъра“ от рок-група „Монолит“. Продуцент е Денис Ризов. Издател „Unison StarS“.
Следващия му записан авторски албум е „Сесирич“, продуциран от „Рива Саунд“, отново по текстове на Светлана Терзиева – Сесил. Включени са песните „Американска мечта“ /Васко „Кръпката“/, „Златната врата“ /Ники Томов – „Дисонанс“/, „Упражнения по самотност“ /Иво - „Big Mama Scandal“/, „Игра на сълзи“ /Тони „Чембъра“ – „Монолит“/, „Единак“ /Камен Кацата/, „Улицата на греха“ /Велимир Борисов – „Контакт“, „D.U.N.E.“/, „Хладен век“ /Васко - „Маратон“/, „Когато децата не спят“ /Ники Томов – „Дисонанс“/, „Тъжна Луна“ /Тони „Чембъра“ – „Монолит“/, „Шехерезада“ /Емил Трифонов – „Кембъла“/, "Хотел „Желание“" /Огнян Цолов – „Елит“, „Фактор“/. Участват като музиканти Ивайло Крайчовски, Дани Годжев, Влади „Хармониката“, Христо Павлов и други. Излиза през 1996 г., издател „Riva Sound“ Records Ltd.
През 1995 създава групата „Рич Къмпани“ с вокал Велимир Борисов (Villydune), който напуска през 1997 и на негово място идва Станислав Пандин-Траша, следват много концерти и запис на албум през 1999 г. Малко след това групата се разпада, албумът не вижда бял свят.
През 2004 година заедно с Антон Георгиев – вокал, Мартин Стоянов – клавишни, Милен Козов – ударни и Антон Антонов създават групата „Ер Голям“. Групата има 6 авторски парчета, голям борй участия в клубове и мото-рок събори.
През 2012 година зеадно с Ивайло Петров-Иваца, Венелин Цветков и Румен Миневчев създават група "Магнетик4. Групата обаче се разпада бързо и само с нов барабанист се създава „Rich Company“.

## Дискография
- 1989 Конкурент – BG Рок ІІ, издаден съвместно с „Ера“
- 1992 „Ер Малък 1“
- 1993 „Между земята и небето“ – инструментален албум
- 1996 „Сесирич“
- 2004 „Ер Голям“
- 2012 „Магнетик“